# Balkanski fond za demokratiju
Balkanski fond za demokratiju (енгл. Balkan Trust for Democracy; skraćeno BTD)  je fondacija sa sedištem u Beogradu. Osnovano je marta 2003. od strane Nemačkog Maršal fonda u SAD-u, Agencije Sjedinjenih Američkih Država za međunarodni razvoj i Čarls Stjuart Mot fondacije.

## Istorijat
Osnovana je marta 2003. od strane Nemačkog Maršal fonda u SAD-u, Agencije Sjedinjenih Američkih Država za međunarodni razvoj i Čarls Stjuart Mot fondacije primajući 30 miliona američkih dolara donacija. Ostali donatori bili su Fondacija braće Rokfeler, Fondacija Tiping point, Društvo Sao Paola, Robert Boš fondacija, Švedska agencija za međunarodnu razvojnu saradnju i ministri spoljnih poslova Danske i Grčke.
Prvi mandat ove nevladine organizacije trajao je 10 godina (2003-2013), dok drugi traje sedam(2013-2020), sa izmenama u svom geografskom i donatorskom obimu. Tokom prvog mandata, organizacija je pokrivala Albaniju, Bosnu i Hercegovinu, Bugarsku, Hrvatsku, Kosovo,[a] Republiku Severna Makedonija, Crnu Goru, Moldaviju, Rumuniju i Srbiju. Od 2013. njen geografski opseg je smanjen na Albaniju, Bosnu i Hercegovinu, Kosovo,[a] Makedoniju, Crnu Goru i Srbiju.

## Programi
Balkanski fond za demokratiju podržava tri tipa programa: davanje donacija, politički dijalog i razvoj liderstva.

### Davanje donacija
Donacije se daju raznim organizacijama, sa fokusom na Zapadni Balkan. BFD prihvata ponude i nagradne donacije u iznosu od 5.000 do 75.000 američkih dolara. U prvoj godini programa grantova, podržano je preko 60 projekata.

### Politički dijalog
Primarni fokus programa političkog dijaloga je da poveže aktere Zapadnog Balkana sa raznim akterima iz EU, SAD-a i drugim međunarodnim akterima. Ovo uključuje „Putuj u Evropu“ program, koji je počeo 2007, zajedno sa Robert Boš fondacijom i teži osposobljavanju studenata za putovanje u EU. Još jedan primer je „Profesionalni program razmene Kosova i Srbije“ (Kosovo-Serbia Professional Exchange Program), koji je usvojen uz podršku i u saradnji sa britanskom ambasadom u Beogradu i Prištini sa ciljem povezivanja raznih profesionalaca.

### Razvoj liderstva
Cilj ovog programa je da obuči, poveže i omogući putovanje budućim liderima Balkana kroz implementiranje programa Transatlantske mreže mladih, Memorijalnog programa stipendiranja Maršal fonda i Transatlantske inkluzivne mreže lidera.

## Napomene
^ Kosovo je objekat teritorijalnog spora između nepriznate države Republike Kosovo i Republike Srbije. Republika Kosovo je unlateralno proglasila nezavisnost 17. februara 2008. godine, ali Srbija je i dalje smatra delom svoje teritorije. Dve vlade su počele da normalizuju odnose 2013. godine, kao deo Briselskog sporazuma. Kosovo su do sada priznale 108 države, članice UN-a.

## Spoljašne veze
- Zvanična strana na sajtu Nemačkog Maršal fonda
- Zvanična Fejsbuk strana
- Zvanična Linkedin strana